# Grote Noordse Oorlog
De Grote Noordse Oorlog (1700-1721) was een oorlog waarin de zogenaamde Noordelijke Alliantie (bestaande uit Rusland, Denemarken-Noorwegen, Polen-Litouwen en Saksen) vocht tegen Zweden om de macht in de Oostzee. De Republiek der Zeven Verenigde Nederlanden streed kortstondig aan Zweedse zijde.
De oorlog was een nederlaag voor Zweden, terwijl Rusland als de nieuwe grootmacht in de Oostzee gold en een nieuwe belangrijke speler in de Europese politiek werd. De rol van Zweden werd veel bescheidener dan tevoren.

## Achtergrond

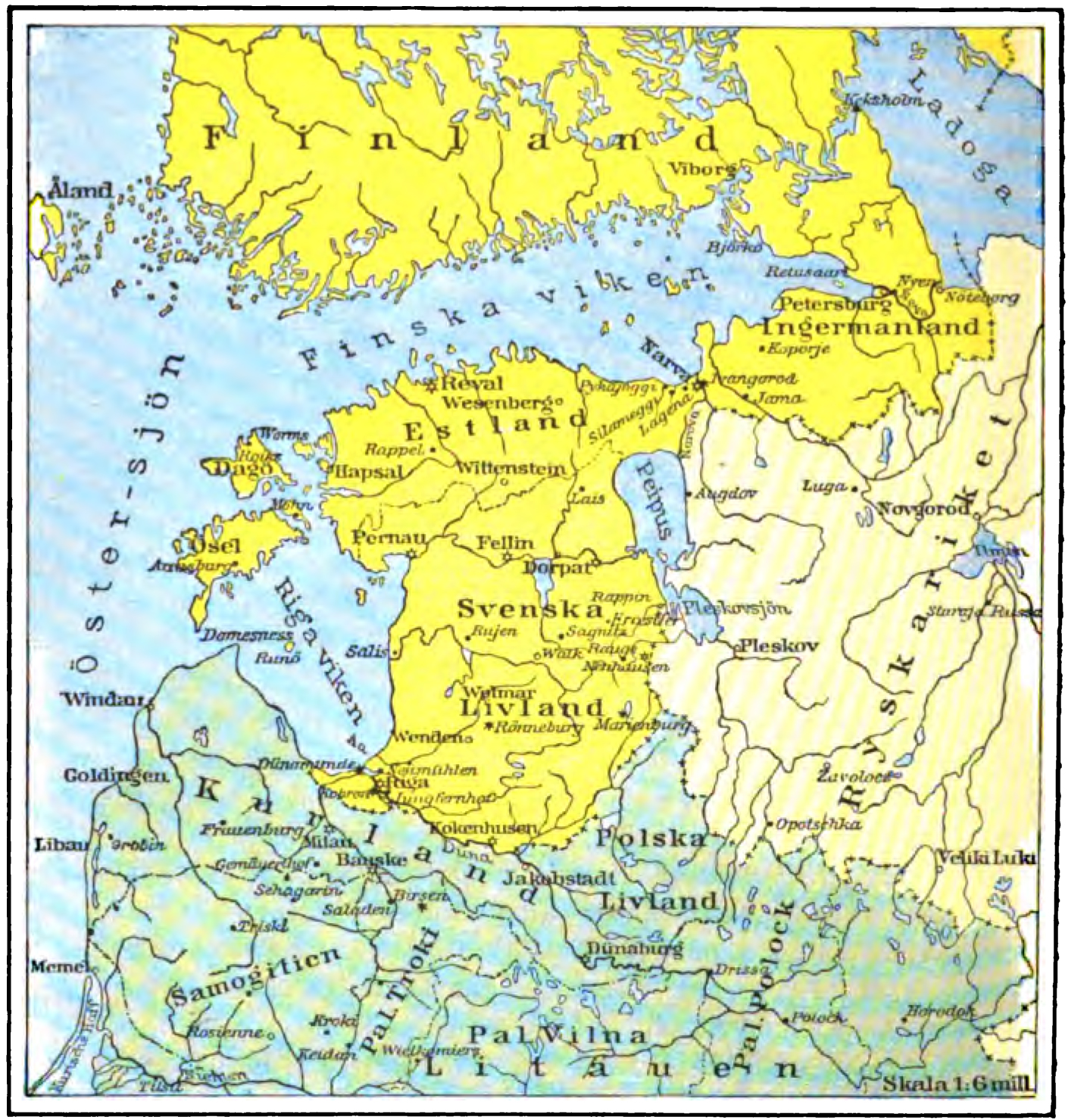
Kaart van de Baltische provincies van Zweden eind 17e eeuw

De oorzaak van de Grote Noordse Oorlog werd bepaald door vele factoren en de oorsprong van het conflict is te herleiden tot het begin van de 17e eeuw. In de vele oorlogen tegen het Koninkrijk Denemarken, Polen-Litouwen en het Russische Rijk tot 1660 had Zweden de oppermacht in het Oostzeegebied verkregen. Zweden had met de Vrede van Stolbovo (1617) het tsarenrijk de toegang tot de Oostzee ontnomen en bij Denemarken volledige soevereiniteit over de Sont afgedwongen, met de Vrede van Oliva (1660). In de daaropvolgende jaren werd Zweden in zijn buitenlandbeleid gesteund door Frankrijk en zou daarom zijn verworvenheden behouden. Als gevolg van deze ontwikkelingen tekenden zich aan het eind van de 17e eeuw de volgende conflicten in Noordoost-Europa af:
- Twistpunt tussen Denemarken en Zweden betrof de aandelen van Gottorp in de hertogdommen Holstein en Sleeswijk. In 1544 waren de hertogdommen verdeeld in een koninklijk, een Gottorps en een gezamenlijk deel.[5] Formeel bleef Holstein een Duits en Sleeswijk een Deens leengoed. Na de Deens-Zweedse Oorlog werd Gottorp in 1658 in Sleeswijk soeverein, vanwege het bondgenootschap met Zweden. Door de alliantie tussen Zweden en Gottorp voelde Denemarken zich van twee kanten bedreigd en ondernam een poging om de Gottorpse landen opnieuw aan zich te binden. De onafhankelijkheid van het sub-hertogdom Sleeswijk-Holstein-Gottorp werd alleen gegarandeerd door de Zweedse regering. Die ging ervan uit dat, in het geval van oorlog met Denemarken, ze hier een strategische uitvalsbasis zou hebben voor een aanval op het Deense vasteland.
- Een ander geschil tussen Denemarken en Zweden waren de voormalige Deense provincies Skåne, Blekinge en Halland, die sinds 1658 Zweeds grondgebied waren. Dit was in 1675 voor Denemarken al reden om deel te nemen aan de Schoonse Oorlog.
- Onder koning Karel XI van Zweden (1655-1697) gingen de gebieden van de adel weer grotendeels over naar de kroon. Dit stuitte in Lijfland op weerstand bij de getroffen adel. Deze adel zocht bijstand in het buitenland.
- In Rusland merkte tsaar Peter I dat het gebrek aan toegang tot de Oostzee de Russische handel belemmerde. Zijn inspanningen om de handel weer te bevorderen, waren vooral gericht tegen Zweden.
- Keurvorst August van Saksen werd in 1697 verkozen tot August II van Polen. Hij streefde ernaar erkenning in Polen te krijgen en de monarchie om te zetten in een erfelijke monarchie. Hij werd hierin geadviseerd door de uit Lijfland gevluchte Johann Patkul. Als August II het eens Poolse Lijfland zou heroveren, zou dit hem veel aanzien geven. Voor de lokale adel zou dit een welkome opstand zijn tegen de Zweedse regering.

Kort na de troonsbestijging van Karel XII van Zweden (1682-1718) begon zich een bondgenootschap te vormen tussen de drie potentiële tegenstanders van Zweden. In zijn eerste regeringsjaar benoemde de jonge koning zijn zwager, hertog Frederik IV van Sleeswijk-Holstein-Gottorp (1671-1702), tot "opperbevelhebber van alle Zweedse troepen in Duitsland" en droeg hem op de verdediging van het Gottorpse deel van het Hertogdom te verbeteren. Deze militaire voorbereidingen waren de aanleiding voor de eerste onderhandelingen voor een alliantie tussen Denemarken en Rusland in juni 1698. In augustus 1698 ontmoetten tsaar Peter de Grote en Koning August II elkaar in Rawa, waar zij de eerste voorbereidingen troffen voor een gezamenlijke aanval op Zweden. De formele overeenkomst van de alliantie werd gesloten op 21 november 1699 GREG (11 november JUL), met het Verdrag van Preobrazjenskoje. Pas op 3 december GREG (23 november JUL) van dat jaar volgde een overeenkomst tussen tsaar Peter I en koning Frederik IV van Denemarken (1671-1730). Denemarken was sinds maart 1698 met Saksen verbonden door middel van een defensieve alliantie. In beide overeenkomsten werd Zweden niet genoemd. De overeenkomsten verplichtten alle ondertekenaars bijstand te verlenen aan elkaar, in het geval van een aanval of wanneer de handel werd gedwarsboomd. Bovendien liet tsaar Peter I een clausule toevoegen volgens welke hij pas na een vredesakkoord tussen Rusland en het Ottomaanse Rijk verbonden zou zijn aan het contract.

## Verloop

### Aanval van de Saksen op Lijfland
Op 12 februari 1700 viel het Saksische leger, zonder een oorlogsverklaring, Lijfland binnen. De Lijflandse adel schaarde zich echter niet achter de Saksen en de inname van Riga mislukte. De Poolse adel voelde zich bedrogen door Koning Augustus en verklaarde dat het Pools-Litouwse Gemenebest niet in oorlog was met Zweden. Er waren echter enkele Poolse magnaten die zich achter de koning schaarden, waaronder prins Hieronim Augustyn Lubomirski. Op 11 maart verklaarde Denemarken de oorlog aan Zweden en trok het aan Zweden verbonden hertogdom Sleeswijk-Holstein-Gottorp binnen.

### Veldtocht van Karel XII tegen Denemarken
De Zweedse koning Karel XII beval mobilisatie. Het Zweedse leger bestond, in tegenstelling tot andere landen, niet uit huurlingen. In het begin van de 18e eeuw bedroeg de troepensterkte zo'n 76.000 soldaten met in totaal 57 regimenten, waarvan 34 dienstplichtig en 23 vrijwillig (57 exclusief marine-eenheden). De geuzennaam voor het Zweedse leger was Karoliner, naar de stichter van het Zweedse leger: Koning Karel XI van Zweden. De soldaten van elke eenheid woonden in tijden van vrede, als boeren in hun dorp, Indelningsverket genaamd. Omdat de soldaten elkaar goed kenden, bleven zij tijdens een oorlog dicht bij elkaar. Desertie kwam dan ook zelden voor in het Zweedse leger. Het Frankrijk van Lodewijk XIV ondersteunde Zweden financieel. Zweden had, Zweeds-Pommeren, Gottorp, Finland, Karelië, Ingermanland en Lijfland meegerekend, circa 3 miljoen inwoners. Lodewijk XIV betaalde ieder jaar meer dan 1.000.000 livres.
Willem III van Oranje, stadhouder van Holland, Zeeland, Utrecht, Gelderland en Overijssel (1672-1702) en koning van Engeland, Schotland en Ierland (1689-1702), wilde een handhaving van de vrede in Noord-Europa en verlangde een gegarandeerd status quo.
Omdat Denemarken de agressor was in deze, en Engeland en de Republiek garantstellers waren van het Altonaer Verdrag, schaarden deze twee landen zich achter Zweden. Admiraal Rooke werd met een Engels-Nederlands eskader van 25 schepen naar Göteborg gezonden, ter ondersteuning van de Zweedse vloot. Zweden beschikte zelf over een vloot van 38 linieschepen en 12 fregatten; Denemarken had 33 linieschepen en 7 fregatten. De Zweedse vloot bereikte, na een gewaagde manoeuvre, de kleinste van de twee ingangen naar de zeestraat Sont (ter hoogte van Helsingør en Helsingborg). Hierbij bleef de vloot buiten het bereik van de kanonnen van de Deense vestingen langs de Sont. De Zweedse vloot voegde zich bij het Engels-Nederlandse eskader, zodat de totale vloot meer dan 60 schepen telde. Vanwege deze overmacht waagde de Deense admiraal zijn 33 schepen tellende vloot niet aan een zeeslag. Onder bescherming van deze vloot landde Karel XII op 23 juli 1700 op het Deense hoofdeiland Seeland, waarop ook de hoofdstad Kopenhagen gelegen is. In augustus begon de belegering van de hoofdstad.
De Deense koning Frederik IV was nu in een catastrofale situatie terechtgekomen:
- zijn vloot stond tegenover een veel sterkere vijand;
- zijn hoofdstad werd belegerd;
- zijn leger was te ver weg in het hertogdom Holstein, om slag te leveren tegen Frederik IV van Sleeswijk-Holstein-Gottorp.

Frederik IV moest zijn nederlaag accepteren en sloot op 18 augustus 1700 met Zweden de Vrede van Traventhal. De eerste campagne in de Grote Noordse Oorlog eindigde snel en vrijwel zonder bloedvergieten. De orde was hersteld en Denemarken trad uit de coalitie tegen Zweden.
Op 30 november 1700 werd het veel grotere leger van de ambitieuze tsaar Peter de Grote bij Narva in Oost-Estland verslagen.

### Veldtocht van Karel XII tegen Polen-Saksen
In de nasleep van deze slag wist Karel XII ook nog in de slag bij de Düna August II van Polen te verslaan. Karel XII begon vervolgens een campagne tegen August II, koning van Polen en de keurvorst van Saksen, waarbij in 1702 onder meer Warschau werd aangevallen.
In 1704 brak er in Polen een burgeroorlog uit. Met het Verdrag van Altranstädt (1706) werd August II afgezet en vervangen door Stanislaus Leszczyński, kandidaat van Karel XII.

### Veldtocht van Karel XII tegen Rusland
Karel XII verwaarloosde zijn positie in de Baltische landen en Peter de Grote verdreef de Zweden van de monding van de Neva, waar hij in 1703 Sint-Petersburg stichtte. Een jaar later werden Tartu en Narva in Estland veroverd en enkele jaren later grondig verwoest. Ook de stad Rakvere viel dit lot ten deel in het jaar 1703. Het definitieve keerpunt was in 1709 de Slag bij Poltava in Zuid-Rusland (nu Oekraïne), waar de Zweedse koning ondanks steun van de kozakkenhoofdman Mazeppa verloor van de tsaristische troepen. Hij vluchtte naar het bevriende Turkije. Het was het einde van de Zweedse hegemonie rond de Oostzee.

### Rusland bezet Finland
De Russen rukten verder op, in 1710 veroverden ze Vyborg en in 1713 maakten ze van Sint-Petersburg hun hoofdstad. De Russen vergrootten hun druk op het Oostzeegebied en in 1714 versloegen ze de Zweedse marine tijdens de zeeslag bij Hanko. Finland was nu in Russische handen en werd bovendien geteisterd door hongersnood en pest. Deze periode wordt soms ook de Grote Woede (Zweeds: 'Stora ofreden'; Fins: 'isoviha') genoemd. Met de Vrede van Nystad in 1721 kreeg Zweden Finland terug. Men schat dat tegen die tijd de helft van de Finse bevolking was gestorven aan ontberingen.

### Noorweegse Campagne
Na vijf jaar van ballingschap in Constantinopel (1709-1714), keerde Karel XII terug naar Zweden. Iedereen dacht dat hij na de val van Stralsund in 1715 rijp was voor vredesonderhandelingen. Integendeel, hij vatte het plan op om Noorwegen, dat een deel was van Denemarken, binnen te vallen. Tijdens het Beleg van Fort Fredriksten op 11 december 1718 werd Karel XII door een projectiel in het hoofd getroffen en hij stierf. Hij werd opgevolgd door zijn zus Ulrike.

### Russisch eindoffensief
Rusland maakt van de zwakte van Zweden gebruik om zijn kusten aan te vallen. Zweden was nu genoodzaakt vrede te sluiten met Denemarken, het Verdrag van Frederiksborg (1720), met het Koninkrijk Pruisen en het keurvorstendom Hannover, waarvan de koning George I van Groot-Brittannië vorst was. Vooral dat laatste was belangrijk omdat Engeland van kamp veranderde en de Zweden hielp in hun strijd tegen de Russen.

## Vredesverdragen

Gevolgen Grote Noordse Oorlog na de vredes van Nystad (1721), Stockholm (1719/1720) en Fredericksborg (1720)

Het zou nog tot 1721 duren tot in Nystad (tegenwoordig bekender als Uusikaupunki in Finland) de Vrede van Nystad werd gesloten. 
Zie de bovenstaande kaart.
Rusland kreeg daarbij Lijfland, Estland, Ingermanland en het Karelische gebied rond Vyborg in handen (op de kaart blauwgroen, rechts). Die gebieden zouden de Russen twee eeuwen behouden. Zweden verloor ook bijna al zijn bezittingen in Duitsland: Bremen-Verden, op de kaart rozerood, kwam aan Hannover; het zuiden van Pommeren kwam aan Pruisen (op de kaart donkerblauw). Alleen een deel van Voor-Pommeren ten noorden van de Peene, de stad Wismar en het eiland Rügen bleven Zweeds. Denemarken verkreeg zeggenschap over een deel van Sleeswijk en Holstein (beige op de kaart).

## Wetenswaardigheden
- Karel XII van Zweden, Frederik IV van Sleeswijk-Holstein-Gottorp, August II van Polen en Frederik IV van Denemarken waren alle vier kleinzonen van Frederik III van Denemarken

### Engels
- Paul Kennedy: The Rise and Fall of the Great Powers. Economic Change and Military Conflict from 1500 to 2000. New York 1987
- Robert I Frost: The Northern Wars. War, State and Society in Northeastern Europe, 1558–1721. Harlow (Essex) 2000
- Geoffrey Parker: The Cambridge illustrated history of warfare. Cambridge 2005

### Duits
- Norman Davies: Im Herzen Europas. Geschichte Polens. München 2000
- Eckardt Opitz: Vielerlei Ursachen, eindeutige Ergebnisse. Das Ringen um die Vormacht im Ostseeraum im Großen Nordischen Krieg 1700–1721. In: Bernd Wegner (Hrsg.): Wie Kriege entstehen. Zum historischen Hintergrund von Staatenkonflikten. Verlag Ferdinand Schöningh, Paderborn, 2000, S. 89–107
- Georg Piltz: August der Starke. Träume und Taten eines deutschen Fürsten. Verlag Neues Leben, Berlin (Ost) 1986. ISBN 3-355-00012-4
- Klaus Zernack: Das Zeitalter der Nordischen Kriege von 1558 bis 1809 als frühneuzeitliche Geschichtsepoche. In: Zeitschrift für historische Forschung 1 (1974) S. 55–79
- Hans Branig: Geschichte Pommerns Teil II. Von 1648 bis zum Ende des 18. Jahrhunderts. Böhlau Verlag, Köln 2000. ISBN 3-412-09796-9
- Curt Jany: Geschichte der Preußischen Armee. Vom 15. Jahrhundert bis 1914. Bd. 1, Biblio Verlag, Osnabrück 1967, Seite 632–641
- Dietmar Lucht: Pommern. Geschichte, Kultur und Wissenschaft bis zum Beginn des Zweiten Weltkrieges. Verlag Wissenschaft und Politik, Köln 1996. ISBN 3-8046-8817-9
- Werner Scheck: Geschichte Russlands. Wilhelm Heyne Verlag, München 1977. ISBN 3-453-48035-X